# Geranium sodiroanum
Geranium sodiroanum là một loài thực vật có hoa trong họ Mỏ hạc. Loài này được R.Knuth mô tả khoa học đầu tiên năm 1906.